# Evropský sociální model
Evropský sociální model nebo evropský společenský model je koncept spojující evropské společnosti v jejich životním stylu, společenských hodnotách a sociální politice. V západním světě je evropský sociální model v kontrastu s „americkým způsobem života“ (viz americký sen). Všechny evropské státy nemají stejný sociální model, ale sdílí určité charakteristiky sociálního státu, jako jsou závazky k demokracii, plná zaměstnanost, sociální začlenění, bezplatné vysokoškolské vzdělání, sociální bydlení, pracovní podmínky, sociální zabezpečení pro všechny občany jako je všeobecná zdravotní péče, zabezpečení při invaliditě, zabezpečení ve stáří a zabezpečení v nezaměstnanosti.
Dle toho, na které aspekty sociálního státu je kladená větší váha, jsou definované čtyři kategorie evropského sociálního modelu: severský, kontinentální, anglosaský a středomořský model.

## Sociální stát v Evropě

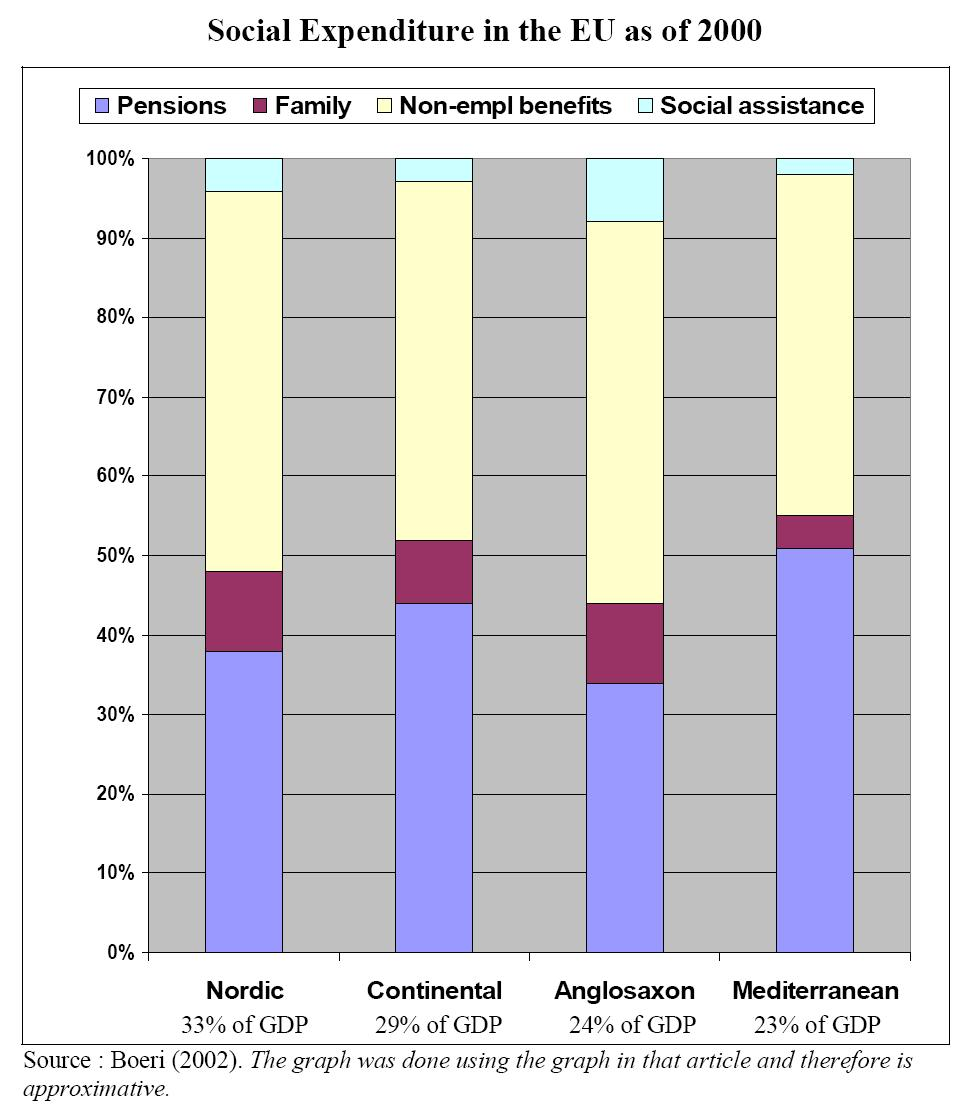
Sociální výdaje v EU

V Evropě se vyskytují čtyři druhy sociálního státu:
- Severský (sociálnědemokratický) model: Dánsko, Finsko, Norsko, Švédsko a Nizozemsko
- Kontinentální (křesťanskodemokratický) model: Belgie, Česko, Francie, Lucembursko, Maďarsko, Německo, Polsko, Rakousko, Slovinsko[4]
- Anglosaský (liberální) model: Irsko a Spojené království
- Středomořský model: Itálie, Portugalsko, Řecko a Španělsko